# Cyril Makanaky
Cyrille Thomas Makanaky (Douala, 28 de junho de 1965) é um ex-futebolista camaronês. Jogou boa parte da carreira na França, tendo passado por clubes da Espanha, de Israel e do Equador, voltou à França em 1995, deixando de jogar dois anos depois, no Barcelona de Guayaquil, único clube não-europeu que defendeu na carreira.

## Seleção
Makanaky defendeu a Seleção de Camarões entre 1987 e 1992, tendo dispútado a Copa da Itália, em 1990. Foi dele o cruzamento para o gol de François Omam-Biyik contra a Seleção Argentina. Quando os Leões indomáveis disputaram a Copa de 1994, Makanaky já havia abandonado o time.